# Morski Park Narodowy Ile Coco
Morski Park Narodowy Ile Coco (ang. Ile Coco, Ile La Fouche, Ilot Platte National Park) – morski park narodowy utworzony 19 lutego 1997. Park składa się z trzech wysp (Ile Coco, Ile La Fouche, Ilot Platte), znajdujących się niezbyt daleko od La Digue, i graniczy z Felicite Island. Jest trzecim pod względem powierzchni parkiem morskim na Seszelach.